# 丰东
丰东，是西班牙安达卢西亚自治区阿尔梅里亚省的一个市镇。 总面积91km2, 总人口951人（2001年），人口密度10人/km2。